# Antonio Ubieto
Antonio Ubieto Arteta, né à Saragosse le 31 mars 1923 et mort à Valence le 1er février 1990, est un philologue et historien médiéviste espagnol.

## Biographie
Concernant sa sensibilité politique, il a été décrit comme « pragmatique avec le régime franquiste » et « franc-tireur pour ses idées historiques ».

## Œuvre
En 1960, il crée la maison d’édition Anubar, dont la collection « Textos medievales » (« Textes médiévaux ») a été décrite comme « la collection la plus importante de documents sur le médiévisme hispanique », avec 92 volumes publiés.

### Critiques
Différents aspects de l’œuvre d’Ubieto ont été sévèrement critiqués par différents historiens,,,,.
Par exemple, Ernest Belenguer qualifie son œuvre de « partiale » et « manipulée », un diagnostic également partagé par l’historien Ferrán García-Oliver — valencien comme le précédent —, qui l’accuse également de mal interpréter et de déformer des documents. D’autre part, Carme Barceló Torres, Pedro López Elum et Mateu Rodrigo Lizondo, qui occupèrent la chaire d’histoire médiévale de l’université de Valence comme Ubieto, ont remis en question la méthodologie qu’il avait utilisée dans ses études sur le royaume de Valence qu’ils ont qualifiées de révisionnistes, un qualificatif repris par l’historien Cristian Palomo — qui reprend les critiques méthodologiques mentionnées antérieurement — à propos d’une théorie proposée par Ubieto — dite de « casamiento en casa », littéralement « mariage chez soi » —, selon laquelle Raimond-Bérenger IV aurait renoncé à son lignage, la Maison de Barcelone, lorsqu’il se maria avec Pétronille d'Aragón. Le philosophe murcien José Luis Villacañas, pour sa part, considère ses théories sur un supposé roman antérieur à Jacques Ier « pittoresques » et contraires au bon sens. Pour sa part, l’historien Josep Maria Salrach les qualifie d’anti-scientifiques. Ubieto fait partie des auteurs critiqués dans l’ouvrage Pseudhistòria contra Catalunya (« Pseudohistoire contre la Catalogne »), où il est accusé, avec d’autres auteurs comme Jordi Bilbeny, Elvira Roca Barea ou Víctor Cucurull, de falsifier l’histoire de la Catalogne à des fins politiques,.
D’autres auteurs du XXIe siècle considèrent que les théories d’Ubieto ont été dépassées. Javier Paniagua, titulaire de la chaitre d’histoire de l’Université nationale d'enseignement à distance (UNED), note que l’œuvre d’Ubieto et ses disciples est obsolète compte tenu des avancées de l’historiographie contemporaine concernant les origines et développements du royaume de Valence. L’un des disciples d’Ubieto lui-même, Ramon Ferrer Navarro, président de l’Académie valencienne de la langue, va dans le même sens, en affirmant que, par-delà la controverse qu’il causa à l’époque de sa publication, le livre Los orígenes del Reino de Valencia (Anubar, 1979-1981, en 2 volumes) devrait être lu comme une œuvre parmi d’autres d’un courant historiographie dépassé, situé dans l’orbite de España, un enigma histórico de Claudio Sánchez-Albornoz (1956), selon lequella population de la péninsule Ibérique aurait maintenu les essences de l’« hispanité », nonobstant les influences culturelles, démographiques et linguistiques des peuples successifs qui avaient occupé le territoire (wisigoths, musulmans, etc.).
Une autre thèse controversée d’Ubieto est celle selon laquelle le Cantar de mio Cid aurait été composé originellement en aragonais par un auteur probablement originaire de Teruel, et pas un Castillan, comme l’affirme le consensus universitaire. En ce qui concerne les études toponymiques et philologiques sur lesquelles il se base pour arriver à cette conclusion, plusieurs auteurs, notamment Ramón Menéndez Pidal lui-même, ont signalé qu’ils se basent sur une mauvaise interprétation ou même sur l’« escamotage » des sources originales,. L’origine prétendûment aragonaise des termes relevés par Ubieto pour soutenir ses conclusions a également été fortement remise en question,.

### Principales publications
- «Observaciones al Cantar de Mio Cid», Arbor, XXXVII (1957), 145-170.
- Introducción a la Historia de España, Teidei, 1963,  (ISBN 84-307-7310-X) (en collaboration avec Joan Reglà, José María Jover, Carlos Seco)
- Historia de Aragón, Saragosse, Anubar, 1981-1989, 6 vols.
- Colección Diplomática de Cuéllar, Ségovie, Diputación Provincial, 1961
- Orígenes del Reino de Valencia. Cuestiones cronológicas sobre su reconquista, I, Saragosse, Anubar, 1981,  (ISBN 84-7013-155-9)
- Orígenes del Reino de Valencia. Cuestiones cronológicas sobre su reconquista, II, Saragosse, Anubar, 1979,  (ISBN 84-7013-156-7)
- Cartulario de San Millán de la Cogolla (759-1076), Valencia, Anubar, 1976,  (ISBN 84-7013-082-X)
- El "Cantar de Mio Cid" y algunos problemas históricos, Saragosse, Anubar, 1992,  (ISBN 84-7013-054-4)